# Ministerio de Desarrollo Social de Uruguay
El Ministerio de Desarrollo Social es la secretaría de Estado encargada de proponer y de generar políticas nacionales en materia de desarrollo social ante la emergencia social y los contextos de vulnerabilidad social y económica en Uruguay.

## Historia
Fue creado el 21 de marzo de 2005, mediante la Ley de Urgencia N.º 17.866, a los 20 días de asumir Tabaré Vázquez la Presidencia de la República. La primera ministra designada por el reciente electo presidente fue la Maestra Marina Arismendi.
El Plan de Asistencia Nacional a la Emergencia Social fue la primera política transitoria que llevó a cabo dicho ministerio entre los años 2005 y 2007. A partir del mismo se brindó a los ciudadanos en situación de pobreza extrema e indigencia, una transferencia monetaria denominada «Ingreso Ciudadano» y un conjunto de programas de trabajo promovido, talleres socioculturales de inserción , atención a la salud, mejoramiento de la vivienda, refugios para los sin techo, así como un plan alimentario que garantizó una alimentación básica para niños, adolescentes, y mujeres embarazadas. 
Dichos programas, fueron los denominados, Trabajo por Uruguay, Construyendo Rutas de Salida, el Programa de Emergencia Sanitaria y el Programa de Mejoramiento del Hábitat. 
El Ministerio de Desarrollo Social evaluó la situación de 246.681 hogares (23,42 % del total del país) y atendió a 102.353 hogares (9,72 % del total) con el Ingreso Ciudadano y los otros siete programas que integraban el Plan de Emergencia.
Al finalizar el Plan de Emergencia, en diciembre del 2007, el gobierno de Uruguay aprobó un Plan de Equidad, una política a largo plazo para hacer frente a un conjunto de desigualdades. Está compuesto por varias reformas estructurales (Sistema Impositivo, Sistema de Salud, Reforma del Estado, Plan de Igualdad de Oportunidades) y una Red de Asistencia e Integración Social, que se estructuró en un conjunto de medidas y estrategias de acción,  dichas medidas fueron las siguientes:  regímenes de prestaciones sociales no contributivas o de transferencias monetarias (Asignaciones Familiares y Pensiones a la Vejez); seguridad alimentaria; políticas de educación para la infancia y adolescencia; políticas asociadas al trabajo protegido; promoción de cooperativas sociales y emprendimientos productivos; políticas de promoción e inclusión social y políticas de atención de la discapacidad.

## Competencias
El artículo 9 de la Ley 17.866, establece las competencias del ministerio, entre las cuales se encuentran, entre otras:

Coordinar las acciones, planes y programas intersectoriales, implementados por el Poder Ejecutivo para garantizar el pleno ejercicio de los derechos sociales a la alimentación, a la educación, a la salud, a la vivienda, al disfrute de un medio ambiente sano, al trabajo, a la seguridad social y a la no discriminación.

Implementar, ejecutar y coordinar Programas de Atención a la Emergencia Social, mediante la cobertura de las necesidades básicas de quienes se hallan en situación de indigencia y de extrema pobreza, buscando el mejoramiento de sus condiciones de vida y su integración social.

## Estructura
El actual ministro de Desarrollo Social, es desde el 1 de marzo de 2025, Gonzalo Civila.
En el ejercicio actual (2025-2030) la cartera de estructura de las siguientes unidades ejecutoras.
- Dirección Nacional de Protección Integral en Situaciones de Vulneración
- Dirección Nacional de Economía Social e Integración Laboral
- Dirección Nacional de Promoción Sociocultural
- Dirección Nacional de Políticas Sociales
- Dirección Nacional de Uruguay Crece Contigo
- Dirección Nacional de Gestión Territorial
- Dirección Nacional de Información, Evaluación y Monitoreo
- Secretaria Nacional de Cuidados
- Instituto Nacional de la Juventud
- Instituto Nacional de las Mujeres
- Instituto Nacional del Adulto Mayor
- Programa Nacional de Discapacidad
- Instituto Nacional de Alimentación

El Instituto del Niño y el Adolescente del Uruguay y el Instituto Nacional de Inclusión Social Adolescente son organismos descentralizados que se relacionan con el Poder Ejecutivo mediante el Ministerio de Desarrollo Social.